# PGC 1676439
LEDA/PGC 1676439 ist eine Linsenförmige Galaxie vom Hubble-Typ S0 im Sternbild Herkules am Nordsternhimmel. Sie ist schätzungsweise 320 Millionen Lichtjahre von der Milchstraße entfernt und hat einen Durchmesser von etwa 100.000 Lichtjahren. Vom Sonnensystem aus entfernt sich das Objekt mit einer errechneten Radialgeschwindigkeit von näherungsweise 7.000 Kilometern pro Sekunde.
Im selben Himmelsareal befinden sich unter anderem die Galaxien NGC 6658, NGC 6660, PGC 62086, PGC 62097.